# Tailfer
Pour le cours d'eau, voir Tailfer (ruisseau).
Tailfer est un hameau du village de Lustin, situé là où le ruisseau de Tailfer se jette dans la Meuse (rive droite). Avec Lustin, Tailfer fait partie de la commune de Profondeville, dans la province de Namur (Région wallonne de Belgique).

## Particularités
Son nom vient de l'activité métallurgique qui y avait lieu entre les IIIᵉ et XIXe siècle.
La situation des lieux - un méandre saillant de la Meuse obligée de contourner les rochers de Frênes - fait que Tailfer a donné son nom à plusieurs installations et activités :
- Le Rocher de Tailfer, en bord de Meuse, est une pointe rocheuse à l’extrémité nord des Rochers de Frênes (au sud du hameau).
- Les carrières de Tailfer, dans l’ensemble rocheux de Frênes, sont en perte d’activité.
- La halte de Tailfer sur la ligne de chemin de fer 154 (Namur-Dinant) se trouve à mi parcours entre la gare de Dave-Nord et le tunnel de Lustin. Les trains ne s'y arrêtent plus depuis 1984[1].
- L’écluse de Tailfer, sur la Meuse, se trouve au nord du pont routier reliant la rive gauche à la rive droite de la Meuse, au niveau du bois de Dave.
- La station d’épuration d’eaux de Tailfer occupe tout l’espace créé par le méandre de la Meuse. Une bonne partie de l’eau potable de l’agglomération bruxelloise est captée et traitée à Tailfer.